# Louis-Henri de Rudder
Louis-Henri de Rudder (París, 17 de octubre de 1807 - 11 de agosto de 1881) fue un pintor academicista y litógrafo francés.

## Biografía

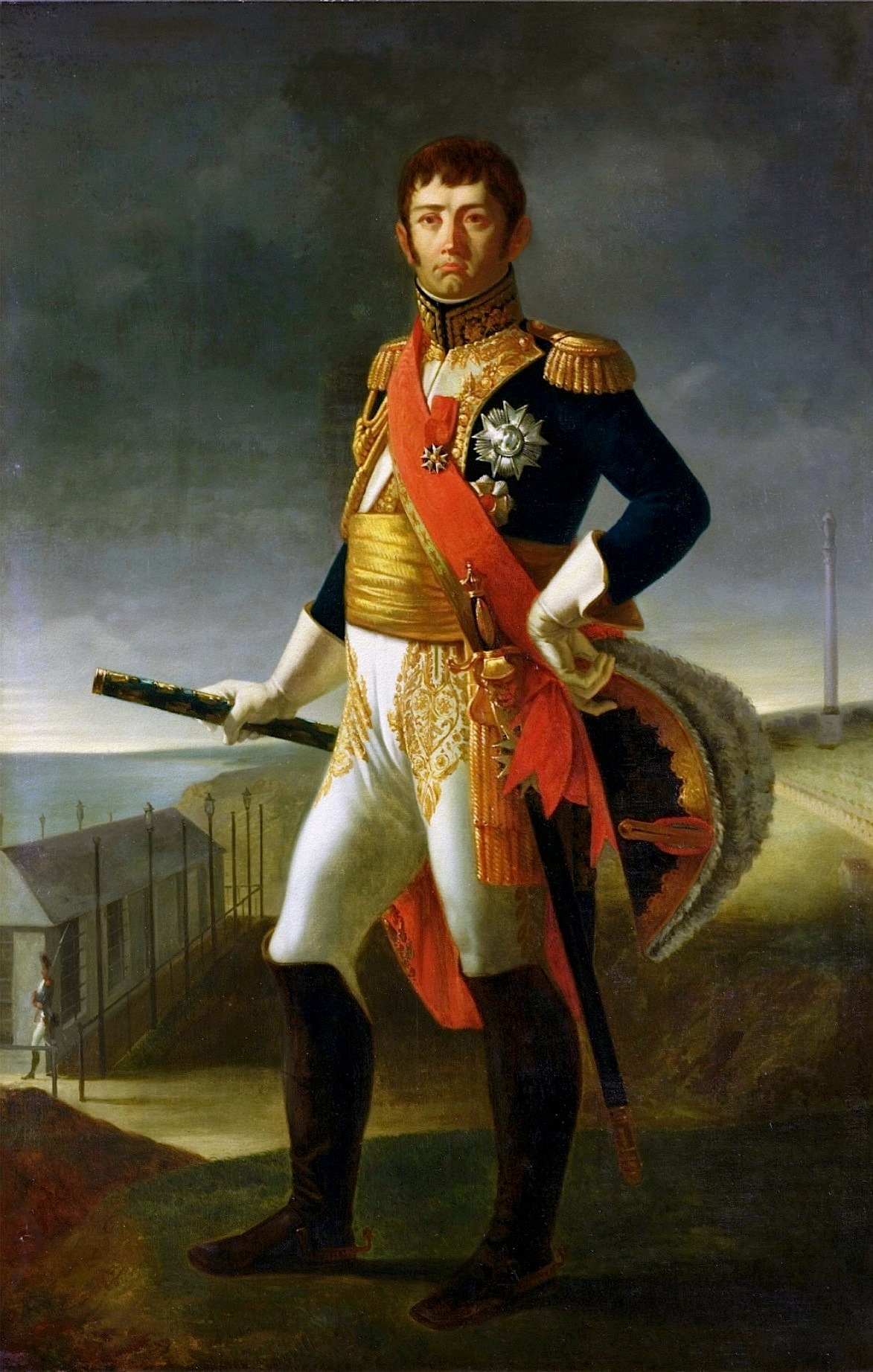
Louis-Henri de Rudder según Jean Broc, Jean-de-Dios Soult, duque de Dalmacia, mariscal de Francia (1769-1851), Palacio de Versalles.

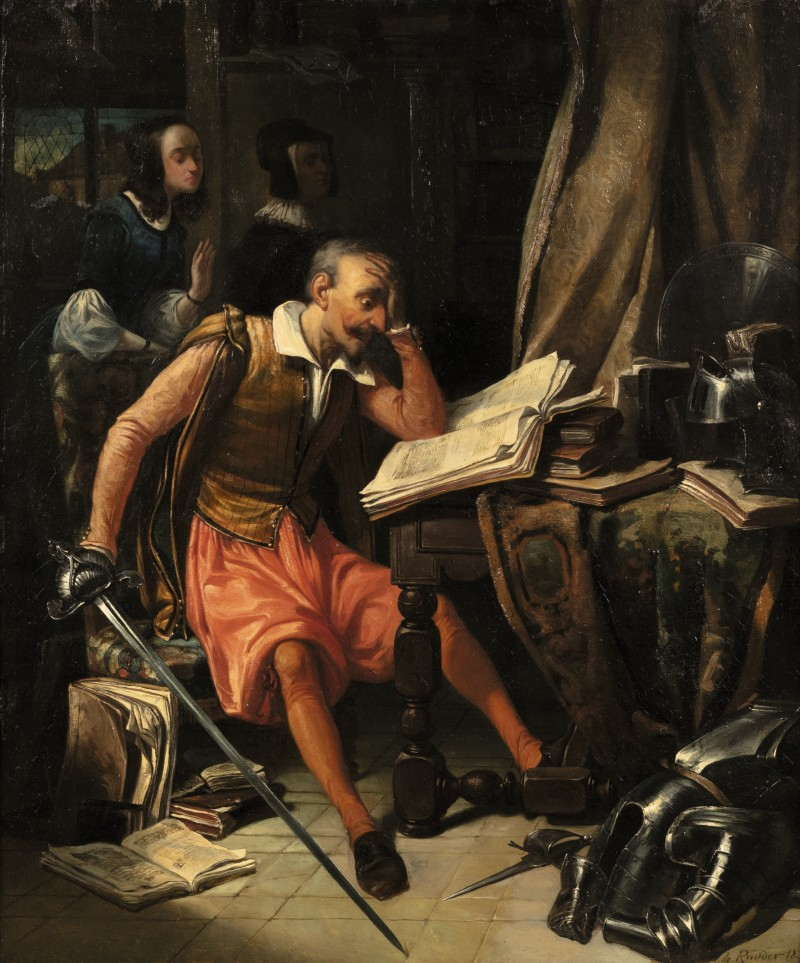
Don Quijote en su estudio (1837), óleo sobre tela.

Louis-Henri de Rudder entró el 27 de noviembre de 1827 en la Escuela de Bellas Artes de París, donde fue alumno de Antoine-Jean Gros y de Nicolas-Toussaint Charlet.
Pintor de historia, pintor de género y retratista, debutó en el Salón de 1834. Más tarde, en el Salón de 1840 obtuvo una medalla de 3.º clase , y de 2.º clase en el de 1848.
Viajó a los Estados Unidos, donde desembarcó en Nueva York el 19 de julio de 1871. Según Bellier y Auvray, realizó una veintena de frescos en diferentes techumbres de grandes edificios y algunos carteles decorativos en ese país.

## Litografías
En 1842, realizó las litografías de los Viajes a India del príncipe Alexis Soltykoff, que suman una cuarentena de planchas. Realizó además trescientas planchas para una reedición de las Lecciones de anatomía comparada de Georges Cuvier.
Louis-Maurice Boutet de Monvel, tras pasar el bachillerato, pasó un año en el taller de Louis-Henri de Rudder, antes de entrar en la Escuela de Bellas Artes de París a principios de 1870.

## Obras en las colecciones públicas
- Versailles, château de Versailles : Jean-de-Dieu Soult, duc de Dalmatie, maréchal de France (1769-1851), según Jean Broc, óleo sobre tela.[2]

## Obras expuestas en los Salones
- 1834 : Des Enfants profitent du sommeil d'un garde-chasse pour lui enlever son gibier.
- 1835 : Mort de Jehan d'Armagnac en 1473.
- 1836 : Claude Larcher.
- 1837 : Claude Frollo ; Charles II et Alice Lee ; L'Enfant et le maître d'école ; Gringoire à la Bastille devant Louis XI.
- 1838 : Marmion.
- 1839 : Hamlet, Les lansquenets.
- 1840 : Saint Augustin évêque d'Hippone.
- 1841 : Le Christ, dibujo a la sanguine.
- 1842 : Saint Georges rendant grâces à Dieu après sa victoire ; Portrait en pied du roi.
- 1843 : Les jeunes Artistes, dibujo a la sanguine.
- 1844 : La Mission divine.
- 1845 : Tête de Christ, dibujo a la sanguine.
- 1848 : Proscrits des Cévennes ; Femme au bain, dibujo a la sanguine.
- 1850 : Baigneuses.
- 1855 : Le Christ couronné d'épines.
- 1857 : Le Pardon, Les Étoiles, dibujo; Tête de nègre, lithografía.
- 1859 : L'Écho du ravin.
- 1861 : Mater Dolorosa ; Nicolas Flamel, alchimiste du XVe siècle.
- 1863 : Le Christ au jardin des oliviers ; Saint Jean, grisalla.
- 1864 : Bergers des Abruzzes.
- 1865 : Ecce Homo.
- 1866 : Une Avenue dans le bois de Couvron, près Crépy-en-Laonnois ; Au Pas-Bréau, près de Chailly.
- 1867 : La Muse, dibujo a la sanguine.
- 1868 : Soirée d'automne, paysage,  Condottieri, paysage.
- 1869 : Poésie et matérialisme, la Muse outragée quitte ce monde ; Dans les bois de Couvron (Aisne) ; Lamartine sur son lit de mort, dibujo.
- 1870 : Judas, cartón a la sanguine.
- 1875 : Mandolinata, Un escalier.
- 1876 : Une Pieuvre à l'affut.
- 1877 : Tête de jeune homme, Au bord du douet Drochon à Beuzenval (Seine-et-Oise).
- 1880 : Étude de femme, sanguine.